# ولاية أغرة
وِلَايَةُ أَغْرَة (بالكردية: پارێزگای ئاگری؛ بالتركية: آغری ولایت، Ağrı il) هي إحدى ولايات تركيا تقع في منطقة شرق الأناضول. عاصمتها مدينة أغرة تبلغ مساحتها 11,315 كم2 ويبلغ عدد سكانها 528,744 نسمة أغلبهم من الكرد. كما يبلغ معدل الكثافة السكانية 46/كم2 تقع في شرق تركيا وتحدها إيران من الشرق.

## أعلام
- نظام الدين أريج